# JT Storage
JT Storage (nota anche come JTS Corporation) è stato un produttore di dischi rigidi IDE con sede a San Jose, California (USA).
Fu fondata nel 1994 da Sirjang Lal Tandon, l'inventore del floppy disk a doppio strato e fondatore di Tandon Corporation, e da Tom Mitchell, uno dei fondatori di Seagate ed ex presidente e amministratore delegato sia di Seagate sia di Conner Peripherals. La società si fuse nel 1996 con Atari Corporation di Jack Tramiel. JT Storage fu dichiarata fallita nel 1999.

## Storia

### I primo prodotti
JTS si concentrò inizialmente su un nuovo drive da 3" (3 pollici). Il formato da 3" avrebbe permesso una capacità maggiore per i laptop con la tecnologia esistente. Compaq si interessò a questi nuovi lettori di dischi e costruì alcuni laptop con questo dispositivo ma la mancanza di un secondo produttore fu uno dei maggiori ostacoli alla sua diffusione: per sopperire a ciò, JTS concesse in licenza la periferica a Western Digital. Ma il formato da 2,5" divenne più economico da realizzare e l'interesse nel formato da 3" lentamente svanì, costringendo JTS e Western Digital a terminarne la produzione nel 1998.
Parallelamente JTS produceva anche dei dischi da 3,5" economici destinati ai portatili di fascia bassa del mercato. I dischi, prodotti in uno stabilimento in India, vicino alla città di Madras (ora nota come Chennai), erano noti per la loro bassa affidabilità e l'alta percentuale di guasti: i dischi buoni lo erano davvero, e funzionavano per molti anni, ma se un disco era difettoso si guastava nel giro di poche settimane. A causa della loro reputazione di prodotti di basso livello, i dischi di JTS erano molto rari nei PC di marca, venendo usati prevalentemente per PC auto-assemblati o senza marca. Il progetto base dei dischi di JTS era un lavoro fatto da Kalok per TEAC Corporation  agli inizi degli anni novanta. TEAC usò quel progetto come parte di un sistema di dischi rigidi removibili che fu anche venduto sotto il nome di Kalok. Dopo che Kalok fallì nel 1994, JTS assunse il suo fondatore ed il suo intero ufficio tecnico acquistando la licenza di quei brevetti da TEAC e Pont Peripherals

### La fusione con Atari Corporation ed il fallimento
Il 13 febbraio 1996 JTS si fuse con il costruttore di computer e di console Atari Corporation. Fu un "matrimonio di convenienza", dato che JTS aveva dei prodotti da vendere ma era a corto di contanti mentre Atari aveva liquidità, principalmente per una serie di cause legali vinte negli anni precedenti ma, con la sua console Jaguar che faticava ad imporsi sul mercato, con le perdite in crescita e con nessun altro nuovo prodotto in cantiere, con la prospettiva di ritrovarsi senza soldi nel giro di due anni.
Nonostante la dirigenza avesse annunciato l'intenzione di continuare ad investire su entrambi i marchi, nel giro di qualche settimana dalla fusione, ufficializzata il 30 luglio 1996, la maggior parte degli impiegati di Atari fu licenziata ed i restanti beni materiali di Atari furono venduti ai creditori. Terminati i fondi provenienti da Atari, JTS si trovò rapidamente di nuovo senza liquidità: il 23 febbraio 1998 fu costretta a vendere la proprietà intellettuale di Atari ad Hasbro Interactive per 5 milioni di dollari in contanti (il nome era stato già venduto a THQ per l'utilizzo domestico ed a Midway Games per l'utilizzo su arcade). L'11 dicembre di quello stesso anno la società fu dichiarata fallita (Chapter 11) mentre il 28 febbraio 1999 fu messa in liquidazione.